# Adrian Spierinc
Adrian Spierinc, auch Sprynker, war ein englischer Bergmeister (magister minerarum regni Anglie).

## Leben und Werk
Spierinc war als Bergmeister für den König von England tätig. Sein guter Ruf erreichte auch die Wettiner im Kurfürstentum Sachsen. Kurfürst Friedrich II. von Sachsen lud ihn am 23. August 1444 von Nürnberg aus ein, zur Ausübung seiner Kunst in der Entdeckung verborgener Erze nach Sachsen zu kommen und hier insbesondere im Erzgebirge nach selbigen zu suchen. Der Kurfürst schickte dazu den eigenen Boten Niclas Sinderspieß bis nach England, der beauftragt war, Spierinc nach Sachsen zu begleiten.
Aufgrund der Entfernung dauerte es zwei Monate, bis Spierinc am 31. Oktober 1444 das Angebot annahm und den Ruf nach Kursachsen annahm. Er schrieb deshalb aus London an Ritter Hildebrand von Einsiedel auf Gnandstein, der mit ihm verhandeln sollte, und bat gleichzeitig um ein bestimmtes Balsam. Als Spiering im Januar 1445 noch nicht in Sachsen eingetroffen war, ließ ihn der Kurfürst am 17. Januar erneut anschreiben und fragen, wo er bleibe. am 7. April 1445 antwortete Spierinc aus London und entschuldigte sich für die entstandene Verzögerung seiner Abreise. Letztendlich scheint es dabei geblieben zu sein.